# Barybas setifer
Barybas setifer är en skalbaggsart som beskrevs av Moser 1921. Barybas setifer ingår i släktet Barybas och familjen Melolonthidae. Inga underarter finns listade.